# Arquitectura historicista

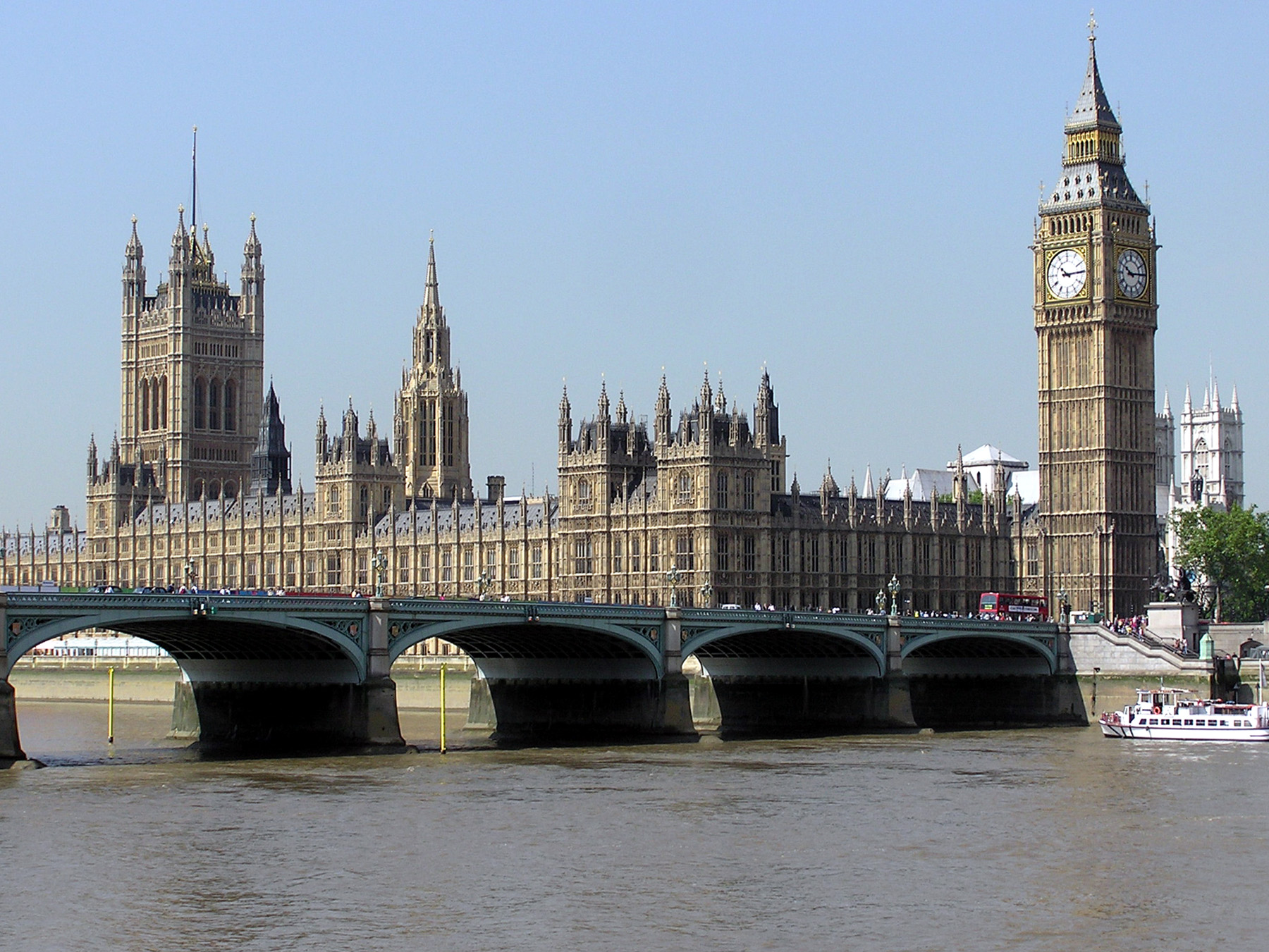
El Palacio de Westminster y el Big Ben, representantes del neogótico británico, vistos desde el río Támesis.

El historicismo, también denominado romanticismo, desarrollado principalmente en el siglo XIX y principios del XX, concentraba todos sus esfuerzos en recuperar la arquitectura de tiempos pasados. Se trataba de imitar estilos arquitectónicos de otras épocas incorporándoles algunas características culturales de ese siglo, mientras que la arquitectura ecléctica se dedicaba a mezclar estilos para dar forma a algo nuevo.
Se pueden destacar diversas corrientes como las neobizantinas, neomudéjar y neobarrocas, aunque la que más auge tuvo fue la neogótica, practicada en las islas británicas, la cual se basaba, como bien indica su nombre, en un nuevo gótico resucitado. Entre las edificaciones realizadas según este estilo destaca el Parlamento Británico, proyectado por A. W. Pugin (1812-1852) y Charles Barry (1795-1860). También tuvieron mucha importancia algunas variantes orientales, como el neogótico-indio, del que es un ejemplo el Pabellón Real de Brighton, obra de John Nash (1752-1835). En España, destacó la corriente neomudéjar, como expresión de un estilo propio y nacional.

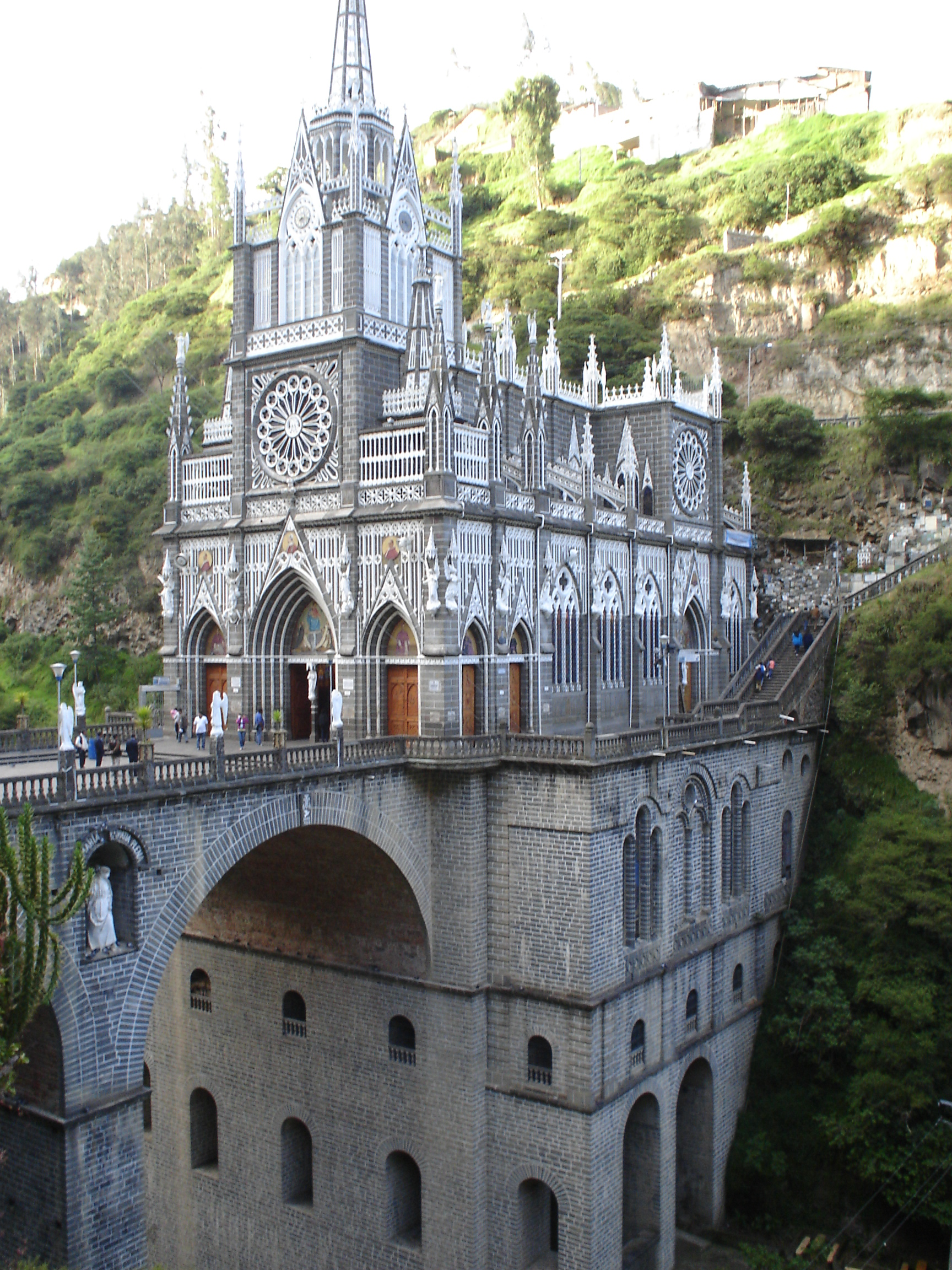
Santuario de Las Lajas en Ipiales, Colombia, representante del gótico tardío.

En las artes iberoamericanas de finales del XIX, debido a ese nacionalismo que sacó a escena el Romanticismo, se observa el afán por encontrar la "identidad nacional". En cuanto a la arquitectura esto tuvo su reflejo gracias al historicismo. La arquitectura historicista en Iberoamérica intentó imitar la arquitectura prehispánica y reinterpretarla siguiendo los cánones contemporáneos de la era o época.

## Estilos arquitectónicos historicistas

### Arquitectura neogótica
El neogótico (también conocido como gótico victoriano en los países anglosajones, o revival gótico) fue un movimiento artístico historicista, principalmente arquitectónico y decorativo, que comenzó hacia mediados del siglo XVIII en el Reino Unido. Su impulso creció a finales del siglo XVIII y a principios del XIX, cuando eruditos de los distintos períodos del gótico intentaron revivir la arquitectura gótica medieval, en contraste con los estilos neoclásicos de ese momento.
Por su común rechazo al racionalismo neoclásico, fue un estilo vinculado al romanticismo y al nacionalismo por sus implicaciones políticas y la recuperación de un supuesto estilo nacional. Como arquitectura historicista, quiso ser una reelaboración del lenguaje arquitectónico del arte gótico medieval con formas más o menos genuinas, incluyendo los patrones decorativos, los acabados, el uso de ventanas con lancetas y los arcos acampanados.
A mediados del siglo XIX, se estableció como el estilo arquitectónico preeminente en el mundo occidental y los que lo consideraban una imitación del estilo gótico original lo denominaron peyorativamente «pseudogótico».

### Arquitectura neorrenacentista
El estilo arquitectónico denominado neorrenacimiento, neorrenacentismo o neo-Renacimiento, es una amplia designación que comprende muchos estilos historicistas del siglo XIX, que no se inspiraban en la arquitectura griega (ver neogriego), ni en la gótica (ver neogótico), sino que lo hacían en un amplio rango de modos clasicistas italianos. Bajo la amplia designación de «arquitectura renacentista» los arquitectos y críticos del siglo XIX fueron más allá del estilo arquitectónico que se había iniciado en Florencia y el centro de Italia a principios del siglo XV como una expresión del humanismo y también incluyeron estilos que se podrían identificar como manierismo o barroco. Estas designaciones estilicas, a menudo autoaplicadas, fueron de uso corriente a mediados de siglo XIX y más tarde «neorrenacimiento» pasó a ser aplicado por los contemporáneos a edificaciones que otros llamaban de estilo italianizante, o incluso cuando en ellas era evidente la presencia de muchos elementos del barroco francés (Estilo Segundo Imperio). Se manifestó principalmente en la arquitectura pero también influyó en las artes decorativas. Fue seguido —con características diferenciales, nacionales y regionales no siempre presentes en el estilo renacentista original del lugar—, en muchos países europeos con especial importancia en Alemania y Dinamarca y, desde finales de siglo en Estados Unidos.
Las formas divergentes de la arquitectura renacentista en diferentes partes de Europa, especialmente en Francia e Italia, añade más dificultad a la hora de definir y reconocer la arquitectura neorrenacentista. Una comparación entre la amplitud de su material de origen, como el Wollaton Hall inglés, el Palazzo Pitti italiano, el castillo de Chambord francés y el Palacio de las Facetas ruso—todos considerados "Renacimiento"— ilustra la variedad de apariencias que la misma etiqueta arquitectónica puede tomar.
- Edificios neorrenacentistas
- Palacio de Schwerin (1842-1857) en Mecklenburgo, arquitectura neorrenacentista para fines de representación.
- Waddesdon Manor (1874), hogar familiar de la familia Rothschild
- El Palacio del Rin (1883-1888)de Estrasburgo, antiguo Kaiserpalst, de factura neorrenacentista prusiano (con influencias barrocas)
- La actual biblioteca universitaria (1921-1928) de Lovaina, incendiada en 1914, fue reconstruida en un estilo neorrenacentista flamenco

### Arquitectura neobarroca
La arquitectura neobarroca, también conocida en países anglosajones como revival barroco (del inglés: Baroque Revival) o en Francia estilo Segundo Imperio, fue uno de los estilos arquitectónicos historicistas tardíos de finales del siglo XIX, sobre todo a partir de 1880, que coexistió y sustituyó a la arquitectura neorrenacentista. Es una corriente principalmente europea, aunque luego se expandió y pueden verse ejemplos en todos los lugares del mundo, y que no siempre es fácil distinguir entre los muchos estilos academicistas, historicistas y eclécticas del cambio de siglo.
El término se utiliza para describir la arquitectura que recuperó algunas de las características de la arquitectura barroca, pero que no es propiamente del período barroco —siglos XVII y XVIII— y que no condujo a una recuperación completa, en el sentido revivalistico, del lenguaje de artistas como Gian Lorenzo Bernini, Francesco Borromini y Guarino Guarini.
La enseñanza de los elementos de la tradición arquitectónica barroca era una parte esencial del plan de estudios de la Ecole des beaux-arts de París, la escuela de arquitectura más preeminente en la segunda mitad del siglo XIX, y era parte integral de la arquitectura Beaux-Arts o academicista que se construyó tanto en Francia como en el extranjero. Esto es evidente en la Teatro dell'Opera de París, considerada la máxima expresión de esta corriente. Fue proyectado por Charles Garnier y construido entre 1861 y 1875, en el marco del gran plan urbanístico reformador gestionado por el barón Haussmann bajo el imperio de Napoleón III. El teatro, al referirse a la arquitectura del Renacimiento italiano, presenta un interior precioso, fuertemente articulado en sentido plástico (especialmente en el foyer principal), tanto que lleva a hacer emerger una volumetría compleja también en el perfil exterior. Por lo tanto, definir como neobarroco el teatro parisino es correcto sólo si el adjetivo se entiende como imponente, majestuoso y redundante, mientras que es impropio si se trata de la búsqueda de los elementos típicamente barrocos.
El sentido entusiasta del imperialismo europeo alentó a que fuera la arquitectura oficial que reflejara la grandeza de los imperios francés y británico, y a que en Alemania e Italia expresase el orgullo en el nuevo poder del Estado unificado. En Austria su uso también tuvo una connotación patriótica, ya que se relacionó supuestamente con el florecimiento cultural y expansión política de principios del siglo XVIII. En su fase tardía coexistió con el Jugendstil, en el cual influyó parcialmente. Dejaron obras neobarrocas en el ámbito británico los arquitectos Ferdinand Fellner (1847-1917), Hermann Helmer (1849-1919), Arthur Meinig (1853-1904) y sobre todo sir Edwin Lutyens. El barroco eduardiano es una variante local del neobarroco que fue usada en muchos edificios públicos construidos en el Imperio británico durante la época eduardiana (1901-1910). 
El estilo neobarroco se utilizó especialmente para el diseño de nuevos y grandiosos edificios oficiales, en general civiles, como palacios, edificios de gobierno y tribunales, así como los nuevos teatros, ya que el Barroco había contribuido al florecimiento de las artes escenográficas.
Son ejemplos significativos el Palacio de Justicia de Bruselas, construido y diseñado por Joseph Poelaert desde 1866 y descrito por los críticos como "la más pomposa y sobrecargada obra neobarroca del Ottocento".; la Teatro de la Ópera de Dresde (1878, con influencia neorrenacentista); el Bode-Museum de Berlín (terminado en 1904); el Ashton Memorial en Lancaster (1907-1909); y el Palacio de Christiansborg, en Copenhague (primera mitad del siglo XX).
En Italia, donde el estilo es parte de lo que se conoce como umbertino, se debe recordar el Palacio de Justicia en Roma (actual sede de la Corte Suprema de Casación), proyectado por Guglielmo Calderini alrededor de 1884, en el que confluyen algunas reminiscencias de la Ópera de Garnier. Otro ejemplo es la sede de la Universidad Federico II de Nápoles, obra de Pierpaolo Quaglia y Guglielmo Melisurgo (1897-1908).
En la actualidad, también hay algunos edificios posmodernos con un estilo que se podría llamar barroco, por ejemplo, la Casa Danzante en Praga por Vlado Milunic y Frank Gehry , que han descrito como "nuevo barroco".
- Edificios neobarrocos
- Fachada de la Palais Garnier (1875), Paris, ejercicio ecléctico presenta en este frente un estilo claramente barroco
- Catedral de Salta (1858-1882), ejemplo de neobarroco decimonónico argentino.
- Iglesia Saint-Jean-de-Kenty (1893-1898) de Chicago
- Museo Bode (1897-1904) de Berlin, en el extremo de la isla de los Museos
- Iglesia Saint-Fridolin de Mulhouse (Haut-Rhin, 1906).
- Iglesia Saint-Maurice (1913) de Freyming-Merlebach (Mosela)

### Arquitectura neorrománica
El neorrománico es un estilo arquitectónico, enmarcado en la corriente del historicismo, que surgió en el siglo XIX y fue usado hasta las primeras décadas del XX y que se basa en una libre reinterpretación del estilo románico vigente durante la Edad Media europea, entre los siglos XI y XIII. Se extendió primero por toda Europa, desde donde pasó luego a América. Se utilizó sobre todo en iglesias —y, ocasionalmente, en sinagogas como la Nueva Sinagoga de Estrasburgo construida en 1898 y la sinagoga Emanu-El de Nueva York, en la quinta Avenida, que data de 1929— y también fue empleado en la restauración de edificios medievales en toda Europa (como en la fachada de la catedral de Espira, en Alemania, reconstruida a mitad del siglo XIX). Fue común en edificios civiles, como ayuntamientos y juzgados, y bastante popular en los campus universitarios a fines del siglo XIX y principios del XX, especialmente en los Estados Unidos y Canadá. Se pueden encontrar ejemplos bien conocidos en la Universidad de California, Los Ángeles, la Universidad del Sur de California, la Universidad de Tulane, la Universidad de Denver, la Universidad de Toronto y la Universidad Estatal de Wayne.
Una primera variante del estilo neorrománico conocida como Rundbogenstil (en alemán, «estilo de arco redondeado») fue bastante popular en Alemania así como entre la diáspora alemana que comenzó en la década de 1830. El neorrománico alemán llegó a tener el estatus de estilo nacional por excelencia, siendo muy utilizado durante la segunda mitad del siglo XIX. En Portugal, fueron re-romanizados muchos viejos castillos e iglesias en la primera mitad del siglo XX. En los Estados Unidos fue uno de los estilos favoritos en los edificios públicos como ayuntamientos y campus universitarios.
Como otros estilos historicistas, el neorrománico a menudo se redujo a la decoración general de los edificios sin afectar a las plantas ni a la estructura. También fue común mezclar en el mismo edificio el neorrománico y el neogótico, los dos estilos medievales por excelencia. Debido a las similitudes estilísticas, también era apto para combinar con el estilo bizantino, como en la célebre basílica del Sagrado Corazón de Montmartre en París de Paul Abadie.
Son características de la arquitectura de estilo neorrománico: las edificaciones de ladrillo o piedra monocromática, la abundancia de arcos de medio punto sobre los vanos (puertas y ventanas) y también con fines decorativos, la disposición de torres poligonales en los lados de las fachadas, las cubiertas de formas diversas, el uso de las bóvedas de cañón en los interiores. En general se usaron elementos más simplificados que los originales históricos.
El estilo neorrománico también es referido a veces como estilo normando o estilo lombardo, particularmente en trabajos publicados durante el siglo XIX, por las variantes que fueron desarrolladas basándose en la arquitectura de los normandos y los lombardos, respectivamente.
- Edificios neorrománicos
- Museo de Historia Natural (Londres) (1873-1880), construido por Alfred Waterhouse siguiendo la moda victoriana
- Catedral de Marsella (1852-1893)
- Iglesia de la Guarnición Saint-Martin, Dresde (1893-1900)
- Edificio del gobierno prusiano (Coblenza) (1902-1905), obra de Paul Kieschke
- Basílica del Sagrado Corazón de París (1875-1923), obra de Paul Abadie[13]
- Duomo de Reggio Calabria (1917-1928)

### Arquitectura neobizantina
La arquitectura neobizantina es un estilo arquitectónico historicista de la segunda mitad del siglo XIX e inicios del siglo XX. Fue empleado principalmente en edificios públicos, institucionales y religiosos. Surgió en la década de 1840 en Europa Occidental y alcanzó su máximo desarrollo en el último cuarto del siglo XIX en el Imperio ruso;  una escuela neobizantina aislada siguió activa en Yugoslavia entre la Primera Guerra Mundial y la Segunda Guerra Mundial.  La arquitectura neobizantina integra elementos de la arquitectura bizantina —que tuvo su primer desarrollo en Constantinopla y el Exarcado de Rávena, y, de un modo más general, en el Imperio bizantino entre los siglos V y IX— junto con elementos ligados a la arquitectura cristiano-medieval de la Europa del Este, principalmente de la Iglesia ortodoxa.
El estilo neobizantino comenzó a desarrollarse en la Rusia imperial y en la Europa del Este, y tuvo una larga evolución desde la catedral de Sofía (cerca de San Petersburgo), que data de 1782, a la catedral de Alejandro Nevski de Sofía (en Bulgaria), que fue construida en 1882 y es una de las más clásicas. Entre las más recientes se encuentran la Catedral de San Clemente de Ohrid en Skopie en Macedonia del Norte, que data de 1990, y la Catedral de Cristo Salvador en Kaliningrado, inaugurada en 2006. En el imperio ruso fue popularizada por el arquitecto Konstantín Ton, que además mezcló elementos neoclásicos y de la arquitectura rusa tradicional. En Belgrado, Serbia, el estilo neobizantino se prolongó hasta las primeras décadas del siglo XX, con la iglesia de San Marcos, construida de 1931 a 1940 por Petar y Branko Krstić o incluso el templo de San Sava, construido a partir de 1935 sobre los planos del arquitecto Aleksandar Deroko. En Serbia la arquitectura neobizantina ha sido apreciada como vernácula: por ejemplo, la iglesia de San Marcos de Belgrado está inspirada en el monasterio de Gračanica (siglo XIV).
De 1850 a 1880, en Bristol desarrolló un estilo conocido como Bristol Byzantine, que se empleó con frecuencia en edificios industriales y combinó elementos de la arquitectura bizantina con elementos de la arquitectura morisca. En Estados Unidos, la arquitectura neobizantina está presente en varios edificios del campus de la Universidad de Rice en Texas inaugurado en 1912, en la Iglesia de San Francisco de Sales en Filadelfia y en la Basílica del Santuario Nacional de la Inmaculada Concepción construida entre 1920 y 1959 en Washington D. C.. A principios de la década de 1980, el famoso arquitecto estadounidense Philip Johnson diseñó un anexo posmodernista para el Cleveland Play House; este edificio refleja influencias bizantinas.
En Francia, la catedral de Santa María la Mayor (1852-1893) es característica de este estilo, al igual que la basílica de Notre-Dame de la Garde (1853-1864), ambas situadas en Marsella y construidas por el arquitecto Henri Espérandieu. En París, la basílica del Sagrado Corazón de Montmartre (1923) está en gran parte inspirada en el estilo bizantino, como muchas iglesias construidas al mismo tiempo (Iglesia del Espíritu Santo, Iglesia del Sagrado Corazón de Gentilly, etc.).
Este estilo se caracteriza por el empleo de arcadas y de bóvedas de cañón o medio punto y de cúpulas, recurriendo al ladrillo y al estuco como materiales de construcción y a la decoración con mosaicos.
- Edificios neobizantinos
- Basílica de Notre-Dame de la Garde de Marsella (1853-1864)
- Catedral de la Natividad de Riga, construida en 1876 bajo Imperio ruso
- Iglesia de San Manuel y San Benito en Madrid (España).
- Basílica de Saint-Martin de Tours, sucediendo en 1886 a un edificio románico destruido un siglo antes
- Iglesia del Sagrado Corazón (1928-1936) de Lieja

### Arquitectura neocolonial
La arquitectura neocolonial española o arquitectura neovirreinal es el estilo arquitectónico renovado que tiende a surgir en áreas geográficas del mundo que fueron parte del Imperio español.
Si bien, un estilo reconocido como tal fue el Spanish Colonial Revival architecture estadounidense surgido a inicios del siglo XX, cada región tiene su estilo el cual no se ve afectado cuando se trata de un estilo virreinal local renovado.

### Arquitectura Neoegipcia
Neoegipcio es un estilo artístico historicista, especialmente arquitectónico, que utiliza los elementos, motivos e imaginería del arte egipcio antiguo, habitualmente de forma desvirtuada y mezclada con otros (eclecticismo). Aunque se habían realizado algunas referencias aisladas a los monumentos egipcios desde el Renacimiento, el neoegipcio no comenzó a desarrollarse con criterios similares al neoclasicismo greco-romano, el neogótico u otros revivals hasta la campaña napoleónica de Egipto (1798–1801) y la publicación de sus resultados científicos Description de l'Égypte (1809-1826). De gran impacto fue la ambientación egipcia de la ópera Aida de Verdi (1871); aunque desde el XVIII se venía recurriendo a localizaciones en el Antiguo Egipto, con o sin referencias bíblicas (Las fiestas de Himeneo y el Amor, de Rameau, Thamos y La flauta mágica, ambas de Mozart, Mosè in Egitto, de Rossini). El descubrimiento por Howard Carter de la tumba de Tutankamón en 1922 supuso una revitalización del neoegipcio que casó muy bien con las características del estilo art déco y se extendió por todo el siglo XX, especialmente en artes decorativas (artes decorativas neoegipcias). En el ámbito de la cultura popular se ha producido una verdadera "egiptomanía", con múltiples facetas. El movimiento de construcción de salas de espectáculos en estilo neoegipcio (Egyptian Theatre) se limitó fundamentalmente a Estados Unidos.
- Egyptian Building del Medical College de Virginia (1845), Richmond
- Templo egipcio (1856) en el Zoológico de Amberes
- Scottish Rite Temple (1921) en Mobile
- Museo Nacional de Beirut (1937-1942)
- Museo Egipcio Rosacruz (1966), en San Jose (California)

### Arquitectura neogriega
El neogriego fue un movimiento arquitectónico de finales del siglo XVIII y principios del XIX que fue predominante en el norte de Europa y en Estados Unidos. Revivió el estilo de la arquitectura en la Antigua Grecia, en particular el templo griego, con diversos grados de minuciosidad y coherencia. Producto del helenismo, puede considerarse como la última fase del desarrollo de la arquitectura neoclásica, que durante mucho tiempo se había inspirado principalmente en la arquitectura romana. El término (Greek Revival) fue utilizado por primera vez por Charles Robert Cockerell en una conferencia que dio como profesor de arquitectura en la Royal Academy of Arts de Londres en 1842.
Con un nuevo acceso a Grecia, al principio solo a los libros producidos por los pocos que realmente habían podido visitar los sitios, los arqueólogos-arquitectos de la época estudiaron los órdenes dórico y jónico. En cada uno de los países en que el estilo arraigó, se consideraba como expresión del nacionalismo local y de la virtud cívica, frente a la libertad del detalle laxo y la frivolidad que se pensaba que caracterizaba la arquitectura de Francia e Italia, dos países donde el estilo nunca se impuso realmente. Este fue especialmente el caso de Gran Bretaña, Alemania y los Estados Unidos, donde está considerado como el primer estilo nacional, y sus elementos se consideraban libres de asociaciones eclesiásticas y aristocráticas. Son muchos los factores que explican la elección estadounidense: la guerra de 1812 provocó un menosprecio de todo lo que pudiera recordar al Imperio británico, incluso en arquitectura, el modelo romano llamado estilo federal, ya no era bien visto y Grecia aparecía como la cuna de democracia. Además, en 1821, ese país empezaba su guerra de independencia contra el Imperio otomano suscitando la simpatía de los estadounidenses, ya que ellos la habían alcanzado recientemente.
El gusto por todo lo griego en el mobiliario y el diseño de interiores, a veces llamado Neo-Grec, estaba en su apogeo a principios del siglo XIX, cuando los diseños de Thomas Hope habían influido en una serie de estilos decorativos conocidos como neoclásico, Imperio, Imperio ruso y arquitectura de Regencia en Gran Bretaña. La arquitectura neogriega tomó un curso diferente en varios países, que duró hasta la Guerra Civil en Estados Unidos (década de 1860) e incluso más tarde en Escocia.
- Edificio Wilkins del University College London (1826-1830), diseñado por William Wilkins
- Puerta de los Propyläen (1854-1862) en Múnich, obra de Klenze
- Museo Arqueológico Nacional de Atenas (1866-1889), obra de Panagis Kalkos, Ludwig Lange, Ernst Ziller
- Edificio del Parlamento (1874-1883), Viena, obra de Theophil Hansen

### Arquitectura neomudéjar
El neomudéjar es un estilo artístico y arquitectónico que se desarrolló principalmente en la península ibérica a finales del siglo XIX y principios del XX. Se enmarca dentro de las corrientes orientalistas de la arquitectura historicista imperante en Europa por aquella época. El nuevo estilo se asoció especialmente a construcciones de carácter festivo y de ocio, como salones de fumar, casinos, estaciones de tren, plazas de toros o saunas.[cita requerida]
En España el estilo neomudéjar fue reivindicado como estilo nacional por estar basado en un estilo propio de España, el arte mudéjar, estilo que también se encuentra en  Italia o Portugal, por ejemplo. Arquitectos como Lorenzo Álvarez Capra, Emilio Rodríguez Ayuso o Agustín Ortiz de Villajos vieron en el arte mudéjar algo únicamente español y empezaron a diseñar edificios utilizando rasgos del antiguo estilo, entre ellos las formas abstractas de ladrillo y los arcos de herradura.
Sin embargo, lo que la historiografía ha considerado tradicionalmente como neomudéjar, son en muchos casos obras de estilo neoárabe (aunque no son el mismo estilo), puesto que utilizan elementos califales, almohades y nazaríes, siendo el único aspecto mudéjar el uso del ladrillo visto.
Se ha considerado a la plaza de toros de Madrid de Rodríguez Ayuso y Álvarez Capra, obra de 1874, como el inicio del estilo neomudéjar, que sería continuado por otros arquitectos como Enrique María Repullés y Vargas, Joaquín Rucoba, Augusto Font Carreras, José Espelius Anduaga, Felipe Arbazuza o Aníbal González.
- Edificios neomudéjares
- Antiguas Escuelas Aguirre (1881-1886), ahora Casa Árabe, Madrid
- Estación ferroviaria de Sevilla (1899-1901)
- Antiguo pabellón de Arte Antiguo e Industrias Artísticas (1913-1914), hoy Museo de Artes y Costumbres Populares, Sevilla
- Edificio de Correos (1925-1926) de Zaragoza
- Plaza de toros de Las Ventas (1922-1929), Madrid